# Mesorhaga hule
Mesorhaga hule är en tvåvingeart som beskrevs av Daniel J. Bickel 2007. Mesorhaga hule ingår i släktet Mesorhaga och familjen styltflugor.
Artens utbredningsområde är Costa Rica. Inga underarter finns listade i Catalogue of Life.